# Федеральное министерство России
Федеральное министерство в России — федеральный орган исполнительной власти, вырабатывающий государственную политику и сопутствующее нормативно-правовое регулирование в рамках своих полномочий (сферы деятельности).
Федеральное министерство возглавляется входящим в состав Правительства Российской Федерации министром Российской Федерации.
Федеральное министерство на основании и во исполнение Конституции Российской Федерации, федеральных конституционных законов, федеральных законов, актов Президента Российской Федерации и Правительства Российской Федерации самостоятельно осуществляет следующие функции:
- правовое регулирование в своей сфере деятельности, за исключением вопросов, правовое регулирование которых осуществляется исключительно федеральными конституционными законами, федеральными законами, актами Президента и Правительства;
- контроль и надзор в сфере, напрямую указанной в указах Президента или постановлениях Правительства;
- правление государственным имуществом, в сфере, напрямую указанной в указах Президента или постановлениях Правительства;
- координация и контроль деятельности подведомственных федеральных служб и федеральных агентств;
- координация деятельности государственных внебюджетных фондов.

## Список федеральных министерств России
Список министерств приведён в соответствии с Указом Президента Российской Федерации от 11.05.2024 № 326 «О структуре федеральных органов исполнительной власти».

### Федеральные министерства, подведомственные Президенту России
- Министерство внутренних дел Российской Федерации
- Министерство Российской Федерации по делам гражданской обороны, чрезвычайным ситуациям и ликвидации последствий стихийных бедствий
- Министерство иностранных дел Российской Федерации
- Министерство обороны Российской Федерации
- Министерство юстиции Российской Федерации

### Федеральные министерства, подведомственные Правительству России
- Министерство здравоохранения Российской Федерации
- Министерство культуры Российской Федерации
- Министерство науки и высшего образования Российской Федерации
- Министерство природных ресурсов и экологии Российской Федерации
- Министерство промышленности и торговли Российской Федерации
- Министерство просвещения Российской Федерации
- Министерство Российской Федерации по развитию Дальнего Востока и Арктики
- Министерство сельского хозяйства Российской Федерации
- Министерство спорта Российской Федерации
- Министерство строительства и жилищно-коммунального хозяйства Российской Федерации
- Министерство транспорта Российской Федерации
- Министерство труда и социальной защиты Российской Федерации
- Министерство финансов Российской Федерации
- Министерство цифрового развития, связи и массовых коммуникаций Российской Федерации
- Министерство экономического развития Российской Федерации
- Министерство энергетики Российской Федерации